# Evarcha falcata nigrofusca
Evarcha falcata là một phân loài nhện trong họ Salticidae.
Loài này thuộc chi Evarcha. Evarcha falcata nigrofusca được Embrik Strand miêu tả năm 1900.

## Hình ảnh

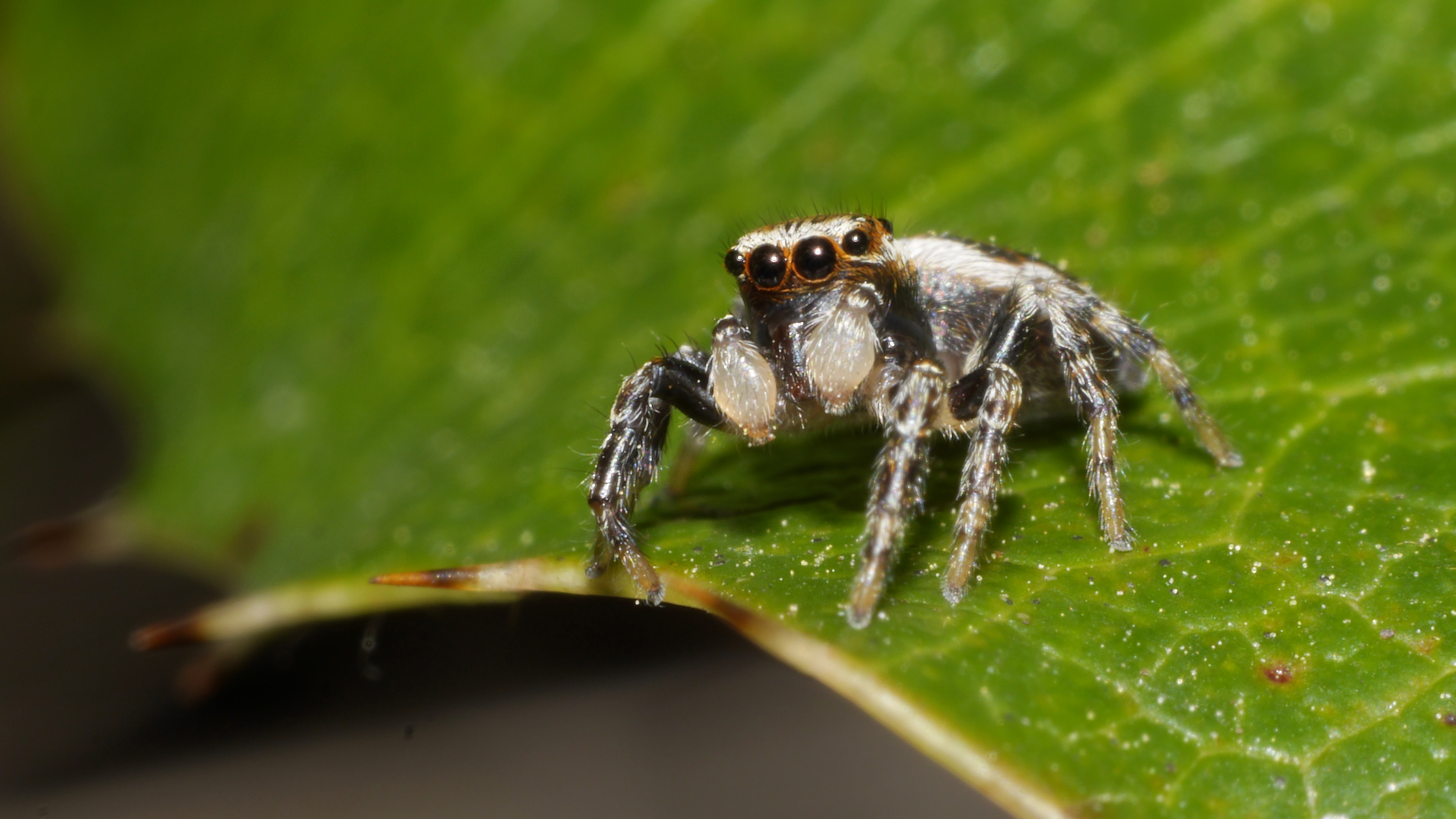
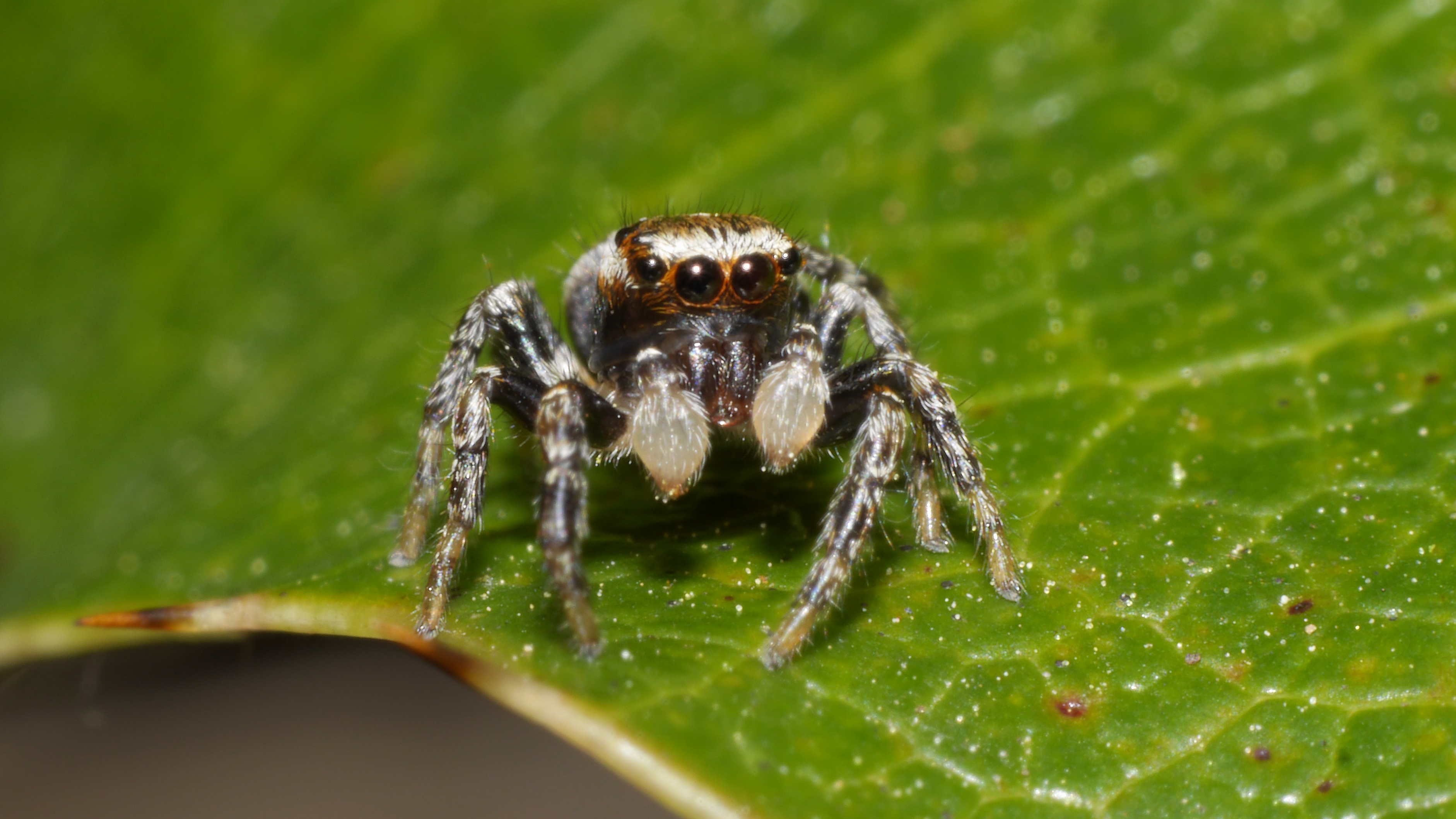
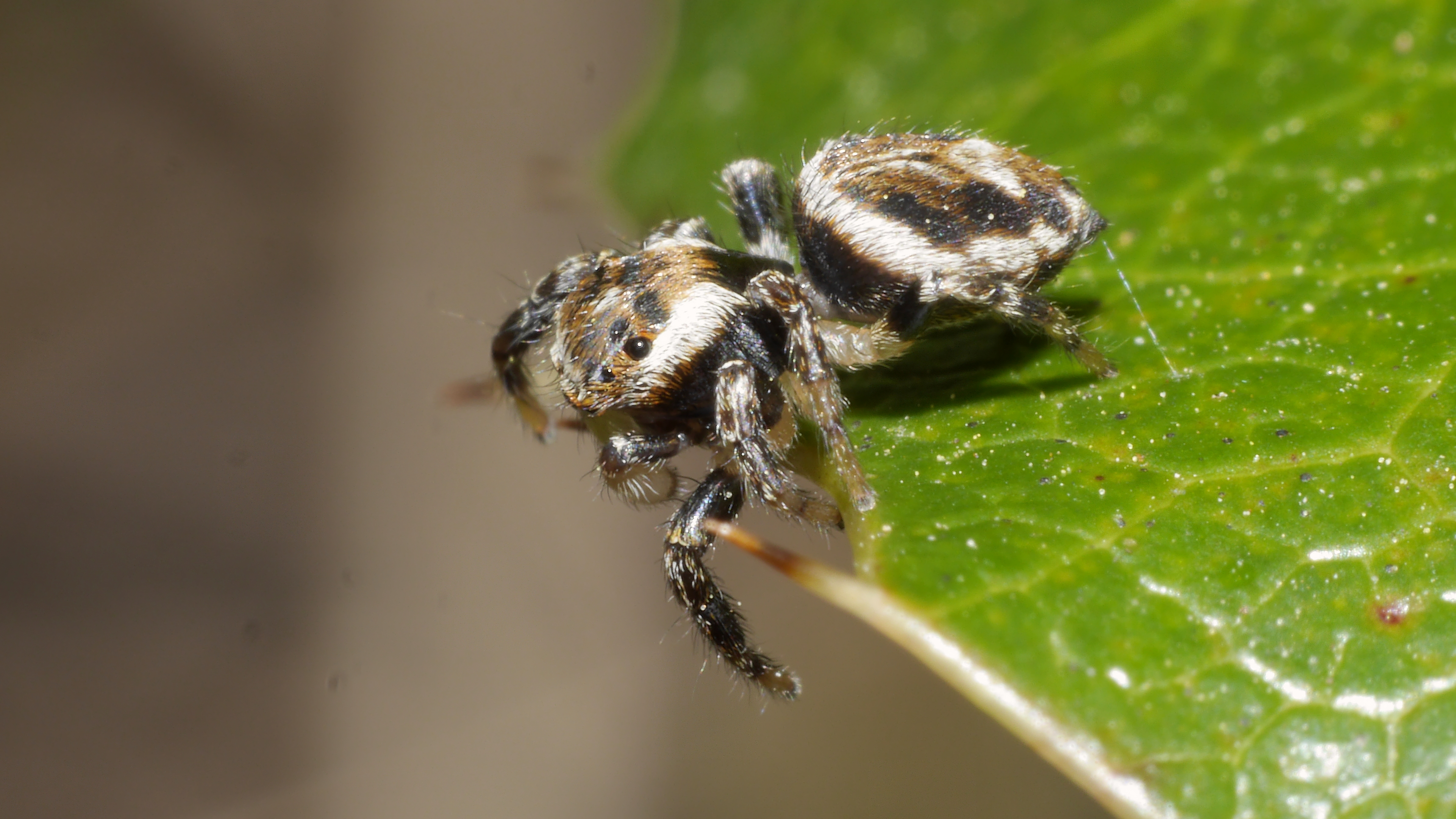
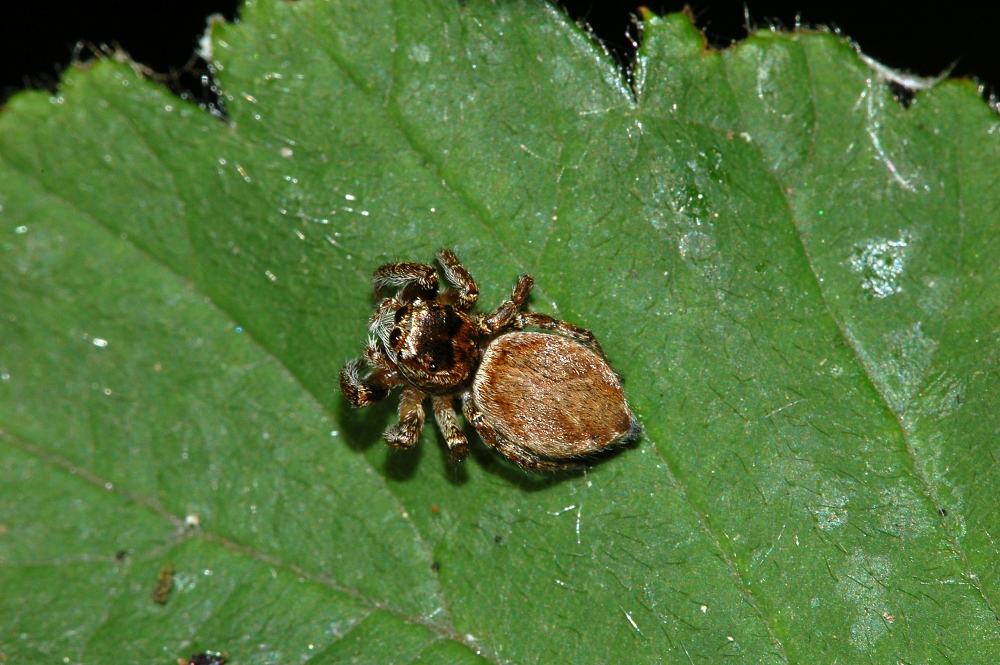